# World Team Challenge 2020
Die 19. World Team Challenge 2020 (offiziell: Joka Classic Biathlon World Team Challenge auf Schalke 2020) war ein Biathlonwettbewerb, der am 28. Dezember 2020 stattfand. Aufgrund der Corona-Pandemie fand die Veranstaltung in der Chiemgau-Arena in Ruhpolding ohne Zuschauer statt.

## Ablauf
Der Wettkampf bestand erneut aus einer Kombination von Massenstart- und Verfolgungsrennen. Aufgrund des Standortwechsels unterschied sich die Streckenführung von früheren Veranstaltungen.

## Ergebnisse
Aufgrund starken Schneefalls lagen im Vergleich zu den Vorjahren schwierigere Streckenverhältnisse vor.

### Massenstart
| Platz | Name                                   | Land        | Zeit in min (+Strafrunden) |
| ----- | -------------------------------------- | ----------- | -------------------------- |
| 1     | Matwei Jelissejew / Jewgenija Pawlowa  | Russland    | 33:15,3 (+3)               |
| 2     | Simon Schempp / Franziska Preuß        | Deutschland | +18,2 (+4)                 |
| 3     | Julian Eberhard / Lisa Hauser          | Österreich  | +50,2 (+8)                 |
| 4     | Lukas Hofer / Dorothea Wierer          | Italien     | +1:09,1 (+9)               |
| 5     | Dmytro Pidrutschnyj / Wita Semerenko   | Ukraine     | +1:17,1 (+6)               |
| 6     | Benedikt Doll / Denise Herrmann        | Deutschland | +1:19,7 (+9)               |
| 7     | Michal Krčmář / Markéta Davidová       | Tschechien  | +1:45,6 (+8)               |
| 8     | Anton Smolski / Dsinara Alimbekawa     | Belarus     | +1:50,1 (+7)               |
| 9     | Torstein Stenersen / Elisabeth Högberg | Schweden    | +2:26,0 (+9)               |
| 10    | Sebastian Stalder / Lena Häcki         | Schweiz     | +3:38,9 (+10)              |

### Verfolgung
| Platz | Name                                   | Land        | Zeit in min (+Strafrunden) |
| ----- | -------------------------------------- | ----------- | -------------------------- |
| 1     | Matwei Jelissejew / Jewgenija Pawlowa  | Russland    | 33:06,4 (+2)               |
| 2     | Simon Schempp / Franziska Preuß        | Deutschland | +7,1 (+3)                  |
| 3     | Benedikt Doll / Denise Herrmann        | Deutschland | +25,1 (+4)                 |
| 4     | Lukas Hofer / Dorothea Wierer          | Italien     | +25,2 (+4)                 |
| 5     | Julian Eberhard / Lisa Hauser          | Österreich  | +40,1 (+7)                 |
| 6     | Michal Krčmář / Markéta Davidová       | Tschechien  | +1:39,6 (+5)               |
| 7     | Sebastian Stalder / Lena Häcki         | Schweiz     | +1:59,8 (+4)               |
| 8     | Anton Smolski / Dsinara Alimbekawa     | Belarus     | +2:14,7 (+8)               |
| 9     | Dmytro Pidrutschnyj / Wita Semerenko   | Ukraine     | +2:39,6 (+7)               |
| 10    | Torstein Stenersen / Elisabeth Högberg | Schweden    | überrundet                 |